# تارا (سیارة)
تارا هو طراز سيارة إيرانية صنعت من قبل شركة إيران خودرو باستخدام مصنّعين محليين لمكوّناتها.إن سيارة «تارا» التي تم كشف الستار عنها في 2020 هي سيارة تلائم العائلات الصغيرة.السيارة تارا نسخة من طراز فيس ليفت بيجو 301 . 

## تصميم وصناعة السيارة
تعتبر أجزاء من الإطار الجانبي والمقصورة وإطار السقف لهذه السيارة مشتركة مع بيجو 301 ، وقد تم إجراء معظم التغييرات في تصميم الجزء الأمامي والخلفي للسيارة.

## مواصفات المحرك[6]
| نوع المحرك               | EC5                                   |
| حجم المحرك (سي سي)       | 1600                                  |
| قوة المحرك القصوى (حصان) | 116 حصان في حوالي 6500                |
| الحد الأقصى للعزم (Nm)   | 157 نانومتر في 4500 دورة              |
| عدد الصمامات             | 16                                    |
| نوع الوقود               | البنزين الخالي من الرصاص مع 95 اوكتان |
| نوع تنفس المحرك          | طبيعي                                 |
| نظام الحاقن              | الحقن الإلكتروني متعدد النقاط         |
| معيار التلوث             | يورو 5                                |
| نظام نقل الطاقة          | خمس سرعات BE3                         |
| جبهة الفرامل             | تهوية القرص                           |
| الفرامل الخلفية          | القرص                                 |
| سعة خزان الوقود (لتر)    | 50                                    |
| حجم مساحة الأمتعة (لتر)  | 600                                   |

سيتم إنتاج هذه السيارة بنوعين من التروس اليدوية والآلية. تستخدم السيارة محرك EC5 يعمل بمحرك TU5 مطور ؛ ينتج محرك 1587 سم مكعب 16 صمامًا و 113 حصانًا و 150 نيوتن متر.

## معرض الصور

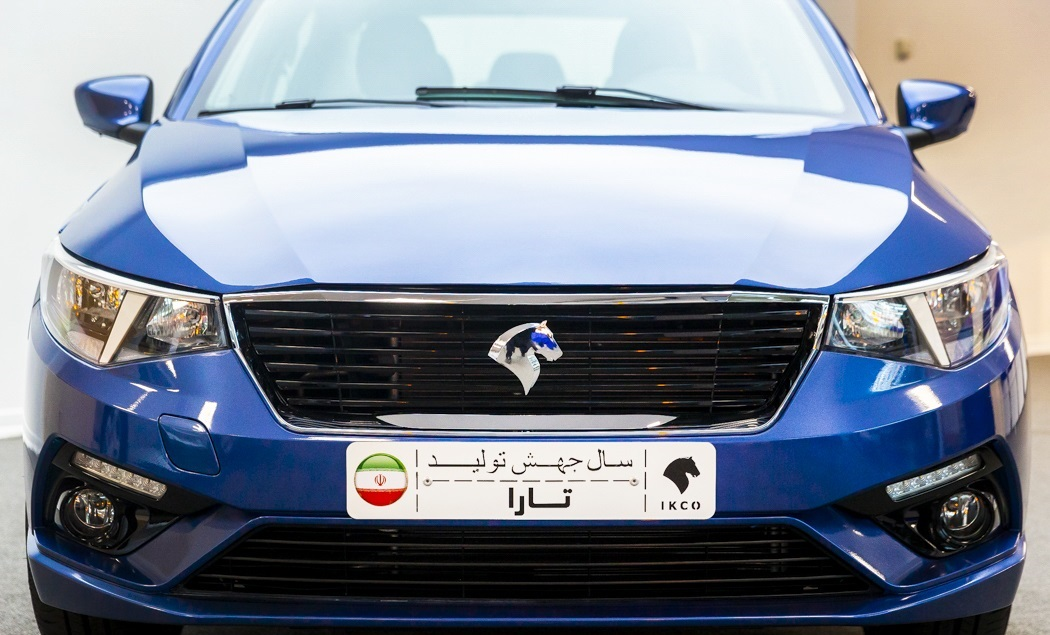
تارا

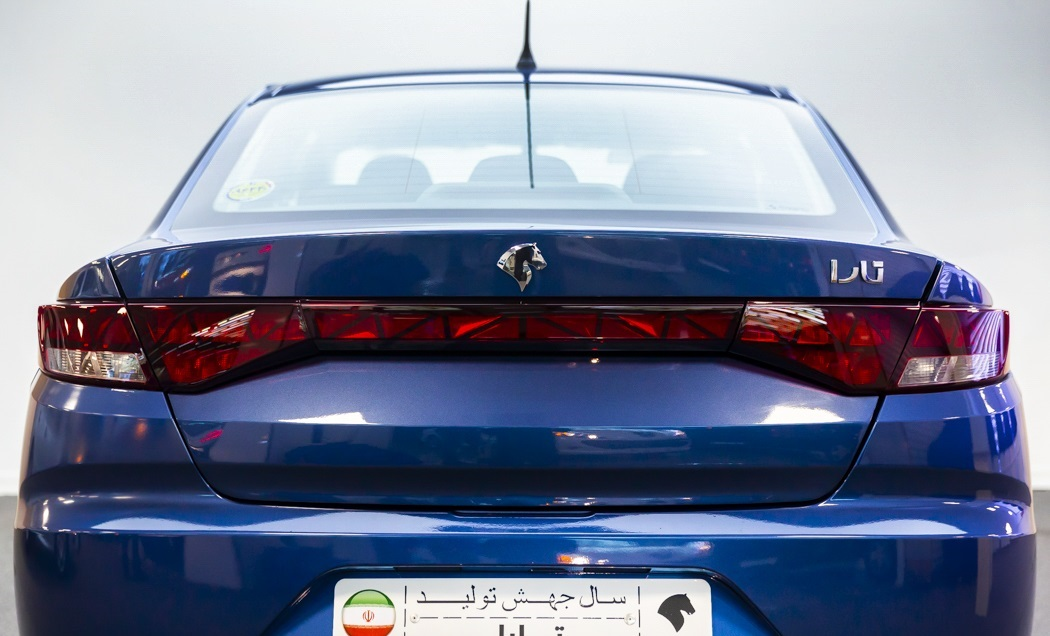
تارا

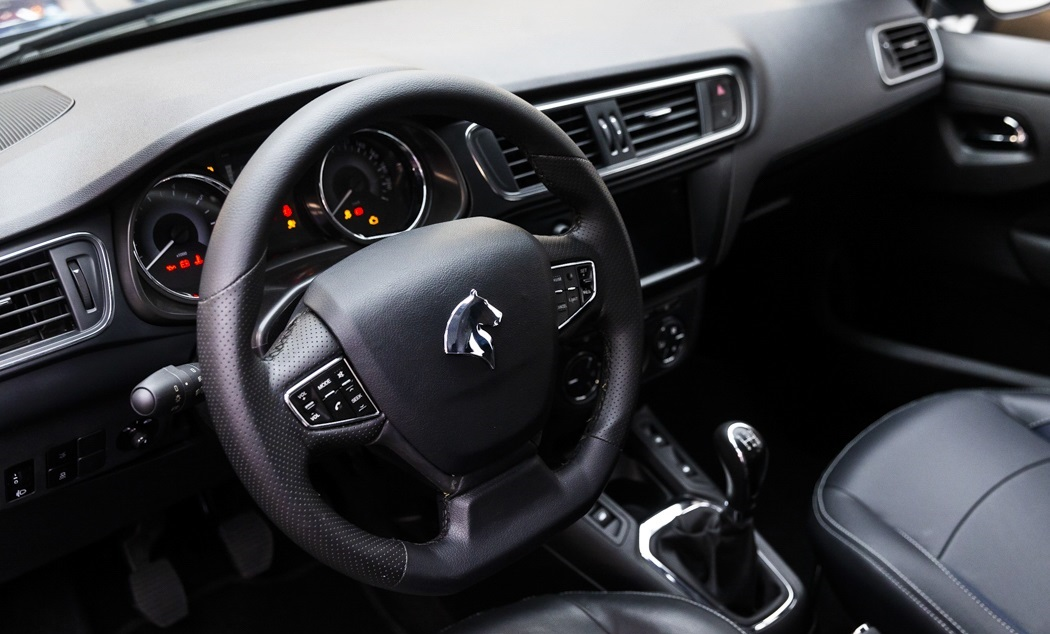
تارا

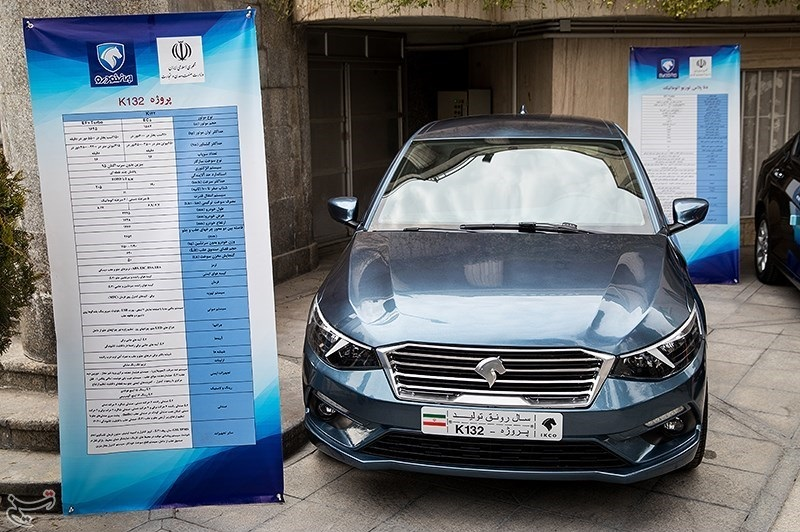
تارا